# Les Trois Crânes
Les Trois Crânes est un tableau réalisé par le peintre français Théodore Géricault en 1812-1814. De format horizontal, cette huile sur toile est une vanité qui représente trois crânes humains ainsi que quelques autres ossements. En provenance de la collection du sculpteur Henry de Triqueti, l'œuvre lui était attribuée jusqu'à ce que Bruno Chenique la rende à son auteur en 2007. Elle est conservée au musée Girodet, à Montargis, dans le Loiret.

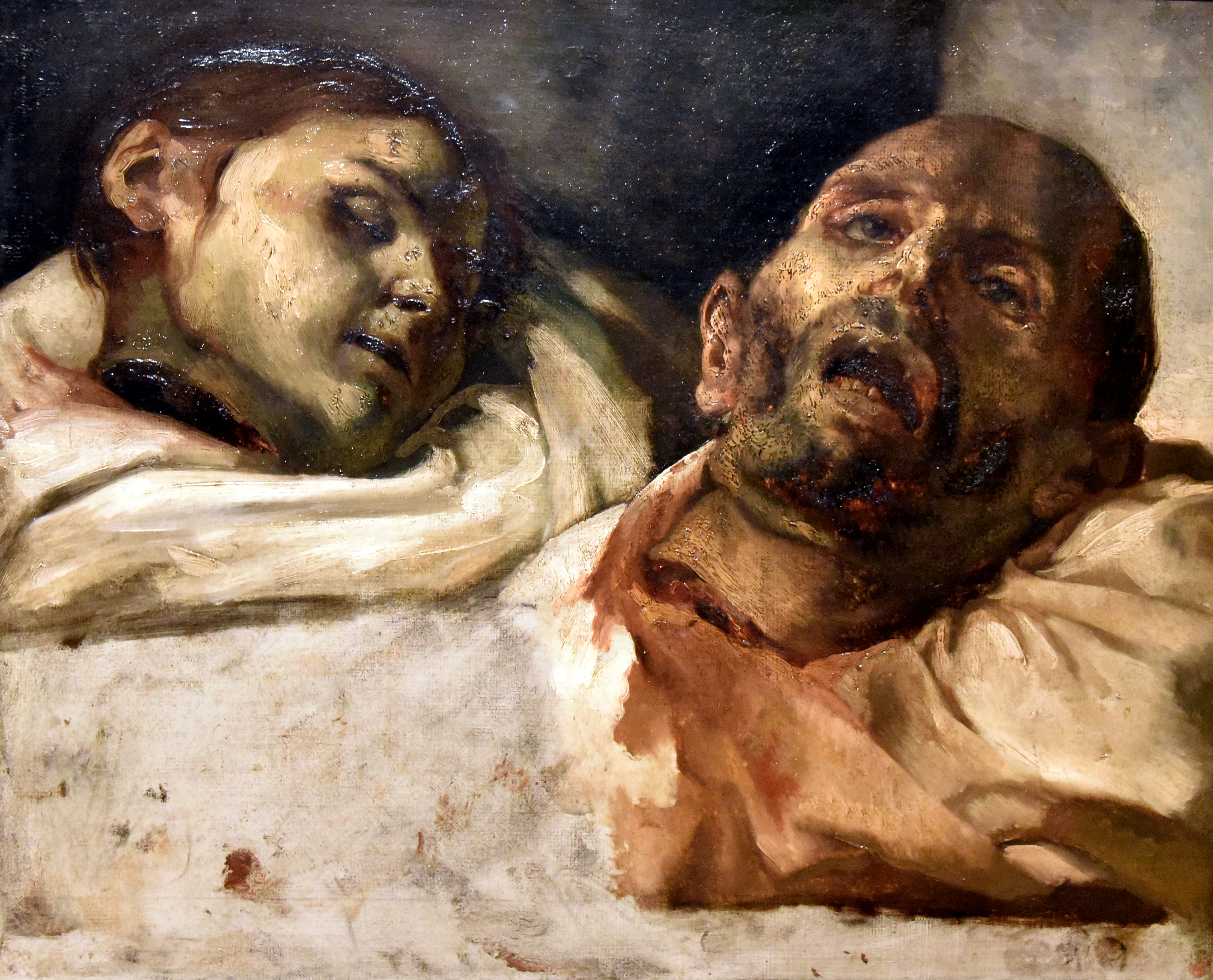
Têtes de suppliciés, vers 1818 – Nationalmuseum, Stockholm.
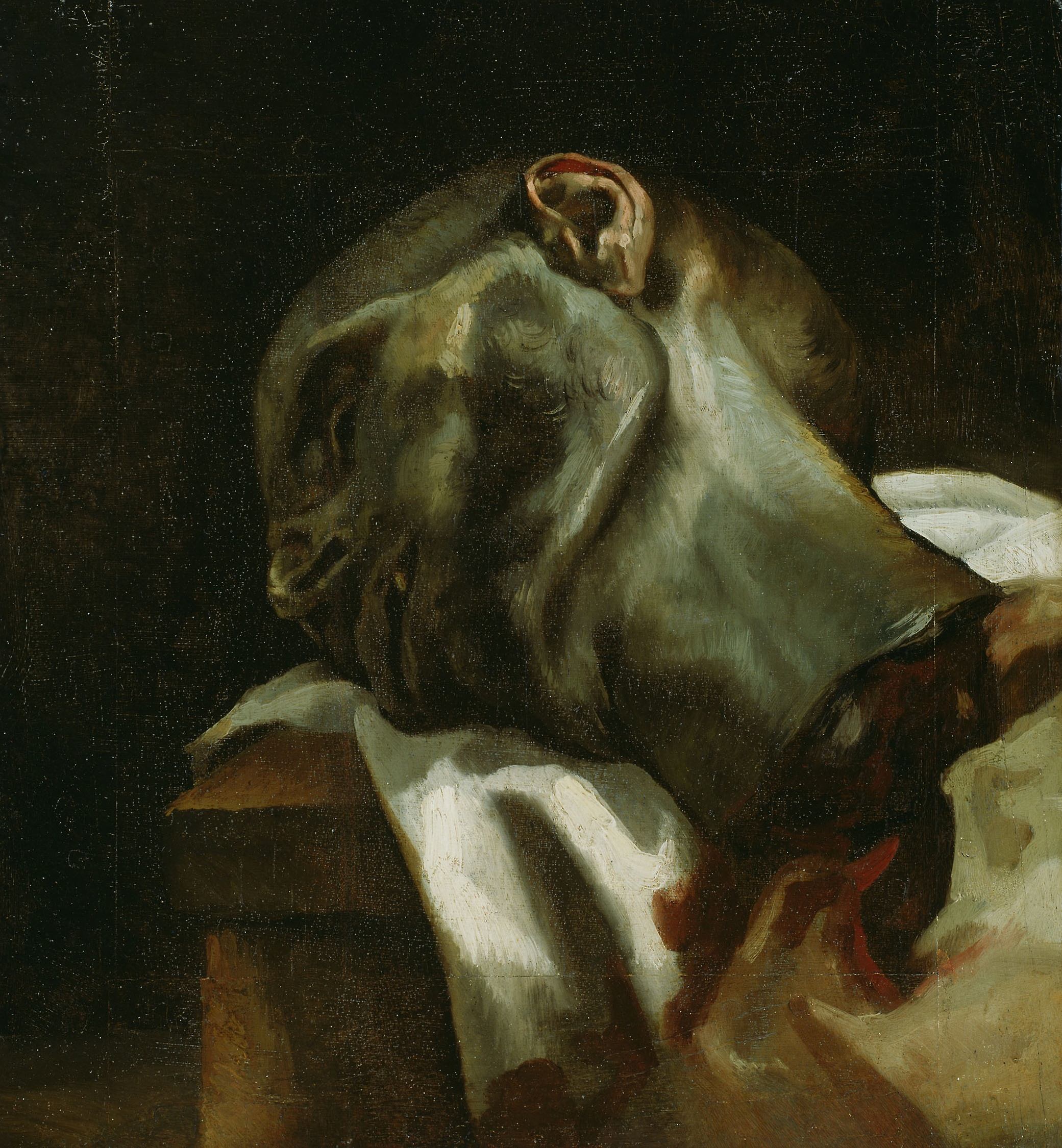
Tête d'un homme guillotiné, 1818-1819 – Art Institute of Chicago, Chicago.